# Korea Południowa na Mistrzostwach Świata w Lekkoatletyce 2015
Korea Południowa na Mistrzostwach Świata w Lekkoatletyce 2015 – reprezentacja Korei Południowej podczas Mistrzostw Świata w Pekinie liczyła 12 zawodników, z których żaden nie zdobył medalu.

## Występy reprezentantów Korei Południowej

### Mężczyźni

#### Konkurencje biegowe
| Konkurencja   | Zawodnik          | Runda 1  | Runda 1 | Półfinał | Półfinał | Finał        | Finał   |
| Konkurencja   | Zawodnik          | Rezultat | Pozycja | Rezultat | Pozycja  | Rezultat     | Pozycja |
| ------------- | ----------------- | -------- | ------- | -------- | -------- | ------------ | ------- |
| Bieg na 100 m | Kim Gook-young    | 10,48    | 43.     | NQ       | NQ       | NQ           | NQ      |
| Maraton       | Noh Si-hwan       | —        | —       | —        | —        | 2:32:35      | 39.     |
| Maraton       | Yu Seung-yeop     | —        | —       | —        | —        | DNF          | DNF     |
| Chód na 20 km | Byun Young-jun    | —        | —       | —        | —        | DSQ          | DSQ     |
| Chód na 20 km | Choe Byeong-kwang | —        | —       | —        | —        | 1:28:01      | 45.     |
| Chód na 20 km | Kim Hyun-sub      | —        | —       | —        | —        | 1:21:40      | 10.     |
| Chód na 50 km | Park Chil-sung    | —        | —       | —        | —        | 3:56:42 (SB) | 23.     |

#### Konkurencje techniczne
| Konkurencja | Zawodnik       | Eliminacje | Eliminacje | Finał    | Finał   |
| Konkurencja | Zawodnik       | Rezultat   | Pozycja    | Rezultat | Pozycja |
| ----------- | -------------- | ---------- | ---------- | -------- | ------- |
| Trójskok    | Kim Deok-hyeon | 16,72      | 14.        | NQ       | NQ      |

### Kobiety
| Konkurencja   | Zawodniczka    | Runda 1  | Runda 1 | Półfinał | Półfinał | Finał    | Finał   |
| Konkurencja   | Zawodniczka    | Rezultat | Pozycja | Rezultat | Pozycja  | Rezultat | Pozycja |
| ------------- | -------------- | -------- | ------- | -------- | -------- | -------- | ------- |
| Maraton       | Kim Seong-eun  | —        | —       | —        | —        | 2:42:14  | 30.     |
| Maraton       | Yeum Go-eun    | —        | —       | —        | —        | 2:46;46  | 41.     |
| Chód na 20 km | Jeon Yeong-eun | —        | —       | —        | —        | 1:35:48  | 27.     |
| Chód na 20 km | Lee Jeong-eun  | —        | —       | —        | —        | 1:36:52  | 35.     |